# Segula
Segula (Chiĝulax in lingua aleutina) è un'isola vulcanica che fa parte delle isole Rat, un gruppo  delle Aleutine occidentali e appartiene all'Alaska (USA). Si trova tra Kiska - a ovest - e l'isola Little Sitkin - a est -. L'isola consiste in uno stratovulcano dell'olocene che ha lo stesso nome.
Segula ospita una grande colonia di alcidi, una delle uniche nove colonie che si trova nell'arcipelago delle Aleutine.